# Філіпп Альбер
Філіпп Альбер (фр. Philippe Albert; нар. 10 серпня 1967, Буйон, Бельгія) — бельгійський футболіст, що грав на позиції захисника. Виступав за національну збірну Бельгії.
Володар Суперкубка УЄФА.

## Клубна кар'єра
У дорослому футболі дебютував 1986 року виступами за команду клубу «Шарлеруа», в якій провів два сезони, взявши участь у 65 матчах чемпіонату.
Своєю грою за цю команду привернув увагу представників тренерського штабу клубу «Мехелен», до складу якого приєднався 1988 року. Відіграв за команду з Мехелена наступні три сезони своєї ігрової кар'єри. Більшість часу, проведеного у складі «Мехелена», був основним гравцем захисту команди.
1991 року уклав контракт з клубом «Андерлехт», у складі якого провів наступні три роки своєї кар'єри гравця.
З 1994 року чотири сезони захищав кольори клубу «Ньюкасл Юнайтед». Граючи у складі «Ньюкасл Юнайтед» також здебільшого виходив на поле в основному складі команди.
Протягом 1998—1999 років захищав кольори клубу «Фулгем».
Завершив професійну ігрову кар'єру у клубі «Шарлеруа», у складі якого вже виступав раніше. Прийшов до команди 1999 року, захищав її кольори до припинення виступів на професіональному рівні 2000 року.

## Виступи за збірну
1987 року дебютував в офіційних матчах у складі національної збірної Бельгії. Протягом кар'єри у національній команді, яка тривала 11 років, провів у формі головної команди країни 41 матч, забивши 5 голів.
У складі збірної був учасником чемпіонату світу 1990 року в Італії, чемпіонату світу 1994 року у США.

## Досягнення

### Командні
- Чемпіон Бельгії:

«Мехелен»: 1988
«Андерлехт»: 1993, 1994
- Володар кубка Бельгії:

«Андерлехт»: 1994
- Володар Суперкубка Бельгії:

«Андерлехт»: 1993
- Володар Суперкубка Європи:

«Мехелен»: 1988